# Южен жираф
Южните жирафи (Giraffa giraffa) са вид едри бозайници от семейство Жирафови (Giraffidae).
Срещат се в саваните и горите на Южна Африка. Достигат височина 5 – 6 метра и маса 1500 – 2000 килограма. Хранят се главно с листа на дървета. Към 2016 година дивата популация на вида се оценява на около 44 500 екземпляра.